# سارا غران (كاتبة)
سارا غران (بالإنجليزية: Sara Gran)‏ (1971، بروكلين في الولايات المتحدة)؛ كاتِبة وروائية أمريكية.

## روابط خارجية
- سارا غران على موقع IMDb (الإنجليزية)